# シーマン
シーマン（SEAMAN）は、ビバリウム（現：オープンブック）が開発した育成シミュレーションゲームシリーズ、および同ゲームの架空の生物の呼称である。
1999年7月29日にドリームキャスト（DC）版『シーマン〜禁断のペット〜』として発売。その後はアメリカでも発売され、マイナーチェンジ版『シーマン2001』や、内容をさらに発展させたPlayStation 2（PS2）版『シーマン 完全版』も発売された。

## 概要
人の顔と大昔から受け継がれたという知恵を持ち合わせ、かつ人語を解すという、古くからエジプトで伝説となっている生物「シーマン」を水槽内で飼育し、ある場所へと向かわせるのが目的の育成ゲームである。シーマンの奇怪な容姿とそのふてぶてしい態度、あたかも実在しているかのようなキャンペーン展開と、リアリティ溢れる緻密で壮大なバックストーリーで、ゲームマニアから一般層までも巻き込む社会現象にまで至った。

## 開発
同作を開発したビバリウム社長の斎藤由多加によると、プランクトンを育てる玩具『シーモンキー』がこのゲームのヒントになっているという。そのため本作は『育成キット』と呼ばれる。シーマンのキャラクターデザインも斎藤自身が行っている（子供時代に描いた落書きらしい）。当初はMacintoshでの開発を予定していたが、キャラクターのサイズとぬるぬるとした質感を表現するには、1990年代前半の同ハードではスペック不足で実現不可能とされ、開発は中断。1998年にドリームキャストが登場すると、このゲームの開発と普及に適していると判断、こうして実現へと至った。
シーマンの開発をセガでやるかやらないかハッキリしていないまだアメリカで作っていた頃、斉藤はカリフォルニアのレストランで孫正義（現 ソフトバンクグループ株式会社代表取締役会長兼社長）と食事をする機会があり、PowerBookを持参し直接孫にシーマンをプレゼンしたところ、「うわ気持ち悪いな…」と言われた。食事後、何時間か経過後に孫から再び「それにしても、さっき見せられた魚気持ち悪いね〜」と言われ、この時に斉藤は無関心でいられないものはヒットするこれはイケる！と確信したという。後日譚として、シーマン発売後に週刊文春が似ているもの特集の企画で「シーマンと孫正義」と掲載したところ、孫から直接斉藤に電話がかかり「仕込んだだろ！」と言われたという。
また、シーマンの声は斎藤由多加本人が演じており、赤ちゃんシーマンの声は斉藤の実娘、幼魚のシーマンはプログラマーの実娘が演じている。開発中にはセガ側からできれば芸能人を使ってほしいという要望があったが、斉藤本人は迷ったものの、自分が演じることにより何度でも撮り直しができるという、もはや金額の問題ではないというメリットが得られたということから、後年に間違いなく自身で演じたことが「成功のカギ」となったと語っている。

### 音声認識
斎藤のエッセイによると、当初音声認識部分ではかなりの苦労があったという。開発中のシーマンはゲーム機という制約もあり、音声認識はそれ程高度なものではなかったため、認識出来ない言葉を何度も聞き返すように作られていた。そのためイベント用のデモプログラムは、プレイヤーがシーマンに対し何度も語りかけても、シーマンも同様に何度も問いただすため、最後にプレイヤーは怒って去ってしまうという光景が繰り返されてしまった。そして苦肉の策として、今度は音声認識がいつまで経っても成功しない場合、逆にシーマンの方が怒って去る様に作り直した。すると今度は、プレイヤーがシーマンに対し、なだめる様に短くゆっくりと話しかけるようになったという。このアイデアがプレイヤー側に話し方のコツを学習させることになり、音声認識の性能が良くないのをユーザーに悟られないようにすることが出来たという。しかし逆に、これがシーマンの「口が悪い」「気難しい」というキャラクターを位置付けしてしまうことになってしまった。また、このアイデアはIBMの音声認識の研究者を驚かせ「一体どの様な技術を使っているのか」と問われた、というエピソードも残されている。
後年、シーマンの音声認識による会話は、所謂囲い込みというもので、プレイヤー側にわざとそう答えるように持って行ってる、いってみれば誘導質問だったと斉藤はコメントしている。シーマンはドリームキャストのハードウェアのプロモーションとしての役割もあったことから、早期リリースという納期の関係で「希望してたもの9割を捨てて引き算で製作」「飛行機でいうとゼロ戦みたいに1番軽くした状態で突入」だったという。当時のこういった製作方針を斉藤は「コレしかやらないと決めてかかると、それが強みになりコンセプトがブレなくなっていいんじゃないかな」とも振り返っている。

## ゲームの特徴
このゲームの最大の特徴は、コントローラにマイクデバイスと呼ばれる装置を装着、或いはマイクを内蔵したコントローラ（シーマイクコントローラ）を接続し、簡単な音声認識をすることである。呼びかけるとやって来たり返事をしたり、プレイヤーの年齢や性別、職業などを覚えたりするが、当初は認識率が余り良くなく、間違った情報を受け入れるなど問題も多かった。同作のマイナーチェンジ版、PlayStation 2版などではある程度までは改善されている。とはいえ、シーマンに向かって話しかけるには「短くハッキリと」というコツが必要なので、ある程度の慣れが必要である。
同業他社である任天堂から『ピカチュウげんきでちゅう』という音声認識のゲームが本作の7か月前に発売されたのを意識してか、シーマンに「ピカチュウ」と呼び掛けると怒る、というお遊び的要素も含まれていた。他にもゲーム関係のキャラクターや用語を語りかけると反応することがある。
また音声認識以外にも、コントローラを使い、シーマンをバーチャルな手で摘み上げて観察したり、指カーソルで水槽を叩いてシーマンを呼んだり、さらにデコピンをしたり、指を回して酔わせたり、くすぐったりすることなども可能である。

## ストーリー
20世紀初頭のフランス人生物学者、『ジャン＝ポール・ガゼー』（Jean Paul Gassé、1899年10月15日 - ?）という人物が、古代エジプトの壁画に『偉大なる神の使い』と呼ばれる、奇妙な姿の生物が描かれていることに興味を持ち、エジプトへと調査へ向かう。
しかし、長期にわたり調査したものの手掛かりはまるで掴めず、遂に調査期限が近付いてしまう。そんなある日、ガゼーは"海の民"という意味の『シーマン』と呼ばれる生物の卵を市場でたまたま入手した。帰国後、その謎の卵を大学の研究室で早速飼育する。シーマンは、従来の生物学の常識を覆す驚くべき生態とその奇妙な容姿、そしてとてつもない知能を持ち合わせていた。
ところが不運と偶然が重なり、ガゼーは何匹かいたはずのシーマンを全て死なせてしまった。失意のガゼーは、シーマンを解剖して標本を作成、飼育記録と「シーマンという生物が文明の発展と継承に深く関わっている」という論文を学界に発表したが、その内容の奇抜さゆえに学界からは相手にされず、やがてガゼーは行方不明となる。
そして20世紀も終盤になると、ガゼーの学友であった『増田きも』（1895年 - ?）という日本人の学者の生家（発売前に放映されたCM（文明生物考古学への招待 第一話「発祥篇」）では三重県松阪市と紹介された）の蔵から、ガゼーの論文と、増田の描いたシーマンの解剖図のスケッチが発見された。行方不明とされていたガゼーは、増田と共にシーマンの研究を人知れず密かに続けていたのであった。このガゼーと増田の記録は再評価され、『文明生物考古学』として研究プロジェクトが進められた。暫くしてアレクサンドリアで生きたシーマンが釣り上げられたという報道がなされた。そして、文明生物考古学研究所でこのシーマンの卵のサンプルを入手。人工繁殖に成功し、飼育キットとして世に出回る運びとなったのである。
シーマンは、ガゼーが仕掛けたというある秘密を知っている。そして自身の生い立ちと、自分の飼い主である人類への警告を、ゆっくりと静かに、水槽の外にいる飼い主に語り始めるのであった。

## ゲームの内容
本作は、育成シミュレーションと謳っているものの、プレイを進めていく経緯で随所にアドベンチャーゲーム的な要素が含まれており、それをナレーションやシーマン自身などからヒントを聞き出し、それを手掛かりにしていかないと先へと進めない様になっている。
飼育期間はおよそ一ヶ月は掛かり、水槽内には照明や手動のヒーター、酸素を送るポンプなどが備えられている。これらを利用して、水槽内の環境を一定に保つための定期的なケアも必要で、飼育を1日以上怠ると死んでしまうことが多いので注意が必要である。これらのケアさえきちんとしていれば、一回のプレイ時間は十数分程度で済むが、シーマンがある程度成長すると重要なアドバイスをしてくることがあるので、彼らの訴えを聞き逃さないように心掛けたい。
餌はシーマンの卵と共に最初から餌入れに数個用意されているが、数に限りがあるためいずれは生き餌を飼育しなければならない。その餌とは『キモス』という蛾によく似た昆虫であるが、良く観察すると人面蛾である。ただし、餌の飼育場所はすぐには出てこず、ゲームを進めて行く内に分かる仕掛けとなっている。DC版ではビジュアルメモリを利用して餌を他のユーザーと交換したり、貰ったりすることも出来る。PS2版では餌を自分で捕ってこなければならない。
顔は数種類あり、誰の顔なのかは分からないが、開発者の斎藤曰く「よくいそうな日本人の顔」とのことである。
マイクに向かって呼んだり語りかけると、幼魚のうちは子供の様な声で意味不明な言葉（実は音声の逆回し）を返したり真似たりするが、成長するに従いシーマンの言動は非常に高慢になり、声も野太くなって行く。だが、ある程度までゲームが進むとシーマンも打ち解けてゆくのか、プレイヤーの悩み事を聞いてくれたり、含蓄のある話を聞かせてくれるまでに至り、その内容は人間関係、コンピューター関連、人類の歴史、哲学的な話題など幅広い。

### シーマンの生態
シーマンは一般的に魚の姿が有名であるが、卵から孵った直後の幼体は『マッシュルーマー』と呼ばれ、名の通りキノコの様な容姿である。そこから魚の姿に変態させるには、水槽内にあるノーチラスという巻貝を叩いて起こし、マッシュルーマーを餌として与える。やがて、ノーチラスは苦しさの余り水槽内を駆け巡り（これを「死のダンス」と呼ぶ）、ついには殻から飛び出してしまう。この時シーマンはノーチラスの体内に寄生しており、その養分を吸い尽くすと、ついには腹を食い破り魚の様な姿となって飛び出して来る。
また、この時点では腹部に臍嚢を持っており、しばらくは餌が無くても生きて行けるため、やたらと餌を与えるのは得策ではない。
シーマンの頭部には『SCSIIポート（Seaman's Crap Symbiosis Ichthyological Interface）』と呼ばれるパイプの様な器官があり、糞尿の排泄や生殖行為に重要な関わりを持っている。シーマンはこの器官を使い、個体同士での吸血行為で淘汰し、最終的に生残った2匹の個体同士で交尾をし、再び卵として孵化して次の個体へと世代交代する、という様な生態を繰り返す。そのためプレイする者にとっては衝撃的かつ感動的な場面をしばしば目撃させられることとなる。
この成長と変態の過程では頭部を除き、魚の姿の『ギルマン』、ギルマンに足の様なヒレの生えた『ハイギョ（ここでは肺魚では無く「這いずる魚」という意味であるという）』、そしてハイギョが他のハイギョと交尾した後、妊娠して産卵の為にプレイヤーが水を引き上げた水槽にできた陸地に上陸し、命に係わる苦労の末に卵を産み落とす。約数時間後卵から生まれるオタマジャクシのような『タッドマン（PS2版では『ベビータッド』）』、そしてタッドマンからカエルの様な姿に変態した『フロッグマン（PS2では『フロッギー』）』などの別の生物の姿へと次々に変態若しくは世代交代する。シーマンは親の知識が子に遺伝する獲得形質の遺伝という性質があるため、プレイヤーが教えずとも豊富な語彙を持つ。そのため、シーマンの意識や記憶そのものは、次の世代へとそのまま受け継がれる。
PS2版では、ガゼーと増田がかつてシーマンを研究していたという無人島が登場し、野生のシーマンも捕獲された。DC版よりも自然に近い環境で、かつさらに進化したシーマンの生態である『イグアニー』を見ることが出来る様になっている。

## 広告
シーマンは1999年12月24日、『シーマンのラジカントロプスA.D.2000 〜禁断のペット・禁断の生放送〜（アール・エフ・ラジオ日本）』というラジオ特番で生出演を果たした。これは同伴したセガの社員が、シーマンを水槽ごとスタジオへ持ち込むという設定で、シーマンが聴取者から電話で悩みの相談を受ける、というものであった。
2001年10月14日、東京タワーの蝋人形館にて「シーマンの発見者」という設定のジャン＝ポール・ガゼーの像が設置され、15日〜11月15日に「ガゼー博士とシーマン展」が開催された。
2003年9月20日公開の日本映画『釣りバカ日誌14 お遍路大パニック!』の特報告知でシーマンとシーマンの姿をした西田敏行と三國連太郎が出演（顔だけ）する釣りバカ日誌とのコラボがあり、今も『釣りバカ日誌14』のDVDの特典の特報映像では当時の映像が視聴できる。なお、このためか『釣りバカ日誌14』のクレジットにはSEGAが入れられている。

## 評価
日本では2004年2月1日までにDC版は399,342本を売り上げ、DCとして3番目に売れたタイトルだった。『週刊ファミ通』が2018年に発表したデータによれば403,986本を売り上げ、DCで一番売れたタイトルとなっている。PS2版は2008年11月2日時点で305,632本売り上げた。第3回文化庁メディア芸術祭デジタルアートインタラクティブ部門優秀賞、Game Developers Conferenceのキャラクター大賞、日本ゲーム大賞ニューウェーブ賞、小学館DIME誌トレンド大賞、を始め、国内外で様々な賞を受賞した。Game Informerは2008年に全世代最も奇妙なゲームトップ10の1つに選出した。
DC版はファミ通クロスレビューでは9、7、7、6の29点。レビュアーはシーマンの孵化の瞬間や初めて喋ったときのインパクトや成長過程、グラフィックやサウンドを賞賛したが、シーマンはペットではなく仏頂面の同居人のように考えた方がよくて会話にはヘコむこともあり見た目も可愛げがない、観察や会話を楽しめたり今までのゲームに飽き足らないダークなノリを感じたい人向けで軽い気持ちで手を出すと裏切られる「ある意味踏絵」「問題作」といった好き嫌いが分かれるゲームだとした。
一般的に悪いゲームをレビューするThe Angry Video Game Nerdでは日本発売から約16年後の2015年、創造性と音声機能を賞賛、退屈なゲームプレイと操作を批判した。また、その年に亡くなった本ゲーム英語版ナレーターのレナード・ニモイ氏にこの回を捧げた。
中裕司によると、ドリームキャストでは「ゲームを起動するたびにどのゲームをいつ何回起動したかとかそのゲーム特有の情報を持てる様にはしてあって」「そのデータを使って違うゲームを遊んでいるのにその人が違うゲームで入力した好みを新しいゲームのキャラクターが知ってたりと言うのをやりたかったんだけど、その機能を使ったのは唯一シーマンだけだった」と自身のTwitterで明かしている。

## 関連タイトル
関連商品として、クリスマス期間限定で発売された『クリスマスシーマン 〜想いを伝えるもうひとつの方法〜』や、電子メールを利用したWindows用ソフト『SEAMAIL』も発売された。携帯アプリの『シーマン』もある。ニンテンドー3DS向けのタイトル構想もあったが、斎藤由多加は「とてもややこしいことになってしまい、最後は僕の手を離れてしまった」と言い、結局発売されていない。
また2003年2月27日にはPlayStation 2用タイトル『シーマン -禁断のペット（完全版）』が発売された。PlayStation 2版では女声のシーマンも登場し、山咲千里が演じている。毎回のゲーム起動時に変化する独特のナレーションは細川俊之が担当している（英語版はレナード・ニモイ）。『スネークマンショー』で知られる桑原茂一や、元ピチカートファイブの小西康陽が限定版同梱のプレミアムCDを手がけたことでも知られる。

### シーマン2 〜北京原人育成キット〜
2007年10月18日に発売されたPlayStation 2用ソフト。レイティングはCERO：C（15才以上対象）。
事実上の続編。無人島で生活している1体の小さな北京原人、『ガボちゃん』を育てるというものである（なお育てる前に、宇宙創造を行うというイベントが用意されている）。ここでは鳥の姿（顔はもちろん、足も人間のようになった）となったシーマンが登場。本作でのシーマンの役割は、プレイヤーが原人を使って拾ったアイテム（真珠など）を受け取り、アイテム購入のための換金をしてくれる。他には占いなどをしてくれる。前作同様、シーマンは含蓄のあるアドバイスもしてくれる。購入したアイテムは、原人たちの知性や文化の発展のための重要な鍵となる。
進行役は、宝田明が担当。

## 関連商品

### 音楽CD
- シーマンと20世紀のポテチン
- Something Really BAD - Don't Panic Featuring Seaman（シングル）
- The Sound Track Of Life 〜奇妙な10の体験集＋1〜

### 書籍
- ジャン = ポール・ガゼーの日記 失われた24日間 ISBN 4-87728-314-5
- シーマン育成支援キット ISBN 4-7561-3572-2
- シーマン語録 現代人への185の賢言 ISBN 4-478-70237-3
- シーマンがよくわかる本 Seaman fan book ISBN 4-7577-0678-2
- シーマンの生態 世界希少動物写真図鑑 Forbidden pet Seaman ISBN 4-7897-1788-7
- 公式完全攻略本シーマン育成パーフェクトガイド 禁断のペットシーマン〜ガゼー博士の実験島〜 ISBN 4-7561-4040-8